# Acanthephyra acanthitelsonis
Acanthephyra acanthitelsonis is een garnalensoort uit de familie van de Acanthephyridae. De wetenschappelijke naam van de soort is voor het eerst geldig gepubliceerd in 1888 door Spence Bate.